# Иод-125
Иод-125 (йод-125, 125I) — искусственный радиоактивный изотоп иода. Нашёл применение в медицине для лечения онкологических заболеваний.

## Образование и распад
Распадается по схеме электронного захвата с образованием 125Te в возбужденном состоянии. Переход 125Te в основное состояние происходит с испусканием мягкого гамма и рентгеновского излучения (по схеме Оже).

### Получение
Промышленные количества 125I получают в ядерных реакторах путём облучения ксеноновых мишеней нейтронами по схеме:
124Xe (n,γ)→ 125mXe(57s)→125I (59,4 d)

124Xe (n,γ)→ 125gXe(19,9h)→125I (59,4 d)
В природном ксеноне содержится 0,0965 % 124Xe. Другие изотопы природного ксенона могут загрязнять продукт изотопами цезия. Цезий либо впоследствии удаляют химическими методами, либо используют для облучения изотопно чистый 124Xe. Повторный захват нейтрона наработанным 125I может приводить к загрязнению продукта 126I. Наработку 126I ограничивают малым временем облучения.
В России 125I получают облучением изотопно чистого 124Xe на Ленинградской АЭС в реакторах РБМК, а также в НИИАР и в ФЭИ. Изотопно чистый 124Xe получают из природного ксенона путем центрифужного разделения изотопов.

## Применение в медицине
Применяется в лечении онкологических заболеваний по методу брахитерапии. Множество миниатюрных герметичных капсул с 125I хирургически помещают в область опухоли, где они убивают пораженные клетки ионизирующим излучением распада иода-125.

### В России
В России налажено производство полного цикла медицинских микроисточников. В 2016 году Росздравнадзор выдал разрешение на применение отечественных микроисточников.